# Meet the Beatles!
Albums nord-américains des Beatles
Introducing… The Beatles
(1964) Twist and Shout
(1964)
Meet the Beatles! est le deuxième album américain des Beatles, sorti le 20 janvier 1964, dix jours après le précédent, mais le premier sur l'étiquette Capitol, propriété de EMI. Il reprend une partie du contenu du deuxième album britannique du groupe, With the Beatles, et y ajoute trois titres tirés de singles. Cet album atteint la première position du Billboard 200 le 15 février 1964 et y reste onze semaines.

## Historique
Label discographique fondé en 1942 par Johnny Mercer, Glen Wallichs and Buddy DeSylva, Capitol Records est achetée par EMI Group en février 1955 qui acquiert ses avoirs mais le label américain conserve le droit de refuser de distribuer les enregistrements venant de la maison-mère britannique. En 1962, George Martin propose Love Me Do au producteur Dave Dexter Jr.. Celui-ci est un amateur de jazz et déteste le rock 'n' roll, qu'il considère enfantin et méprisable, et, se contentant d'avoir les Beach Boys sous contrat, refuse de distribuer ce disque, convaincu qu'il ne percerait pas le marché américain. Martin se tourne donc vers les petites étiquettes Vee-Jay et Swan afin de publier les premiers disques du groupe.
Vee-Jay Records, un label de  de Chicago, a acquis, depuis le printemps 1963, les droits du premier album, Please Please Me, et a signé un contrat pour cinq ans afin de publier les disques du groupe. Par contre, des problèmes financier et d'administration retardent la publication de l'album. Les singles, Please Please Me / Ask Me Why, Love Me Do / P.S. I Love You, From Me to You / Thank You Girl sont tout de même sortis durant l'année mais, sans une promotion adéquate, il passent plutôt inaperçus. Vee-Jay n'ayant pas honoré sa part du contrat, EMI somme le label de cesser de distribuer les disques. Martin offre donc à Swan, un label de Philadelphie, le soin de publier, le 16 septembre, le quatrième single des Beatles, She Loves You / I'll Get You, mais une fois encore, sans publicité adéquate, c'est un échec. Au Canada par contre, cette chanson devient un grand succès. En 1963, Capitol Records of Canada publie les trois premier 45 tours britanniques qui ne percent pas, mais en décembre She Loves You, atteint le sommet du palmarès CHUM. L'album Beatlemania! With the Beatles est déjà publié depuis novembre; identique à la version britannique, c'est le premier 33-tours des Beatles publié en Amérique du Nord et 300 000 copies seront éventuellement écoulées, un nombre considérable pour le marché canadien à cette époque.
Lorsque le 26 décembre 1963, le single inédit I Want to Hold Your Hand / I Saw Her Standing There est enfin publié aux États-Unis par Capitol Records, tout change. Avant le congé de Noël, les Beatles sont pratiquement inconnus des élèves américains. Au retour, à la suite d'un grand battage publicitaire et du succès de ce 45 tours, la beatlemania est sur toutes les lèvres. L'anticipation de leur arrivée en février croît de jour en jour. La face A atteint rapidement la première position des charts de part et d'autre de l'Atlantique et amorcera la British Invasion. Aux États-Unis, dans le classement du Billboard Hot 100, elle sera détrônée 21 mars par She Loves You, elle même remplacée par Can't Buy Me Love, le 4 avril 1964, la semaine où les cinq premières positions étaient tenues par des titres des Beatles mais sur quatre étiquettes différentes; Vee-Jay, Tollie, Swan et deux par Capitol.
Apprenant que Capitol s'apprête à mettre en marché un album des Beatles, accompagné d'une énorme campagne promotionnelle nationale, Vee Jay fait fi de l'ordonnance de cesser la distribution et, le 10 janvier 1964, sort donc à toute vitesse Introducing… The Beatles, sa version raccourcie de l'album Please Please Me.
Le 20 janvier, Capitol publie à son tour Meet the Beatles!, une version, elle aussi écourtée, du deuxième disque du groupe, With the Beatles, qui devient un énorme succès pour le label. Cet album contient neuf des quatorze titres de la version britannique, toutes les chansons originales sauf pour la reprise Till There Was You, et inclus, en ouverture, I Want to Hold Your Hand, la face A des singles britannique et américain. On rajoute aussi leurs faces B respectives, This Boy et I Saw Her Standing There. À l'origine, cette dernière était placée en ouverture de leur premier album publié en Angleterre dix mois plus tôt et aussi entendue en ouverture de Introducing… The Beatles. Les cinq titres de With the Beatles absents de cet album, toutes des reprises, apparaissent trois mois plus tard aux États-Unis sur l'album suivant, The Beatles' Second Album.
Finalement, Vee-Jay a réussi à conserver jusqu'au 15 octobre 1964 les droits de publication de la quinzaine de chansons en sa possession. Le 22 mars 1965, Capitol publie alors l'album The Early Beatles afin de compléter sa discographie.

## Réception
Le 1er février 1964, Meet the Beatles! entre dans le Billboard 200 à la quatre-vingt-douzième position et grimpe à la troisième la semaine suivante. Il atteint le sommet le 15 février pour y rester onze semaines. Il demeure dans ce palmarès pour un total de soixante-quatorze semaines. Le 2 mai, The Beatles' Second Album remplace Meet the Beatles! à la tête du palmarès; c'est la première fois au États-Unis qu'un même artiste y place deux albums consécutifs.
Durant cette année faste pour le groupe britannique, cinq 33 tours, dont le double disque documentaire The Beatles' Story, sont sortis par Capitol et cinq autres par d'autres labels. Entre les mois de janvier et août, dix-sept 45 tours seront publiés ou réédités aux États-Unis sur Capitol et sur d'autres étiquettes, dont les enregistrements faits à Hambourg, et un dernier en novembre. Cinq titres atteindront la première position du palmarès durant l'année. Le magazine Billboard estimera que durant les trois premiers mois de 1964, les Beatles compteront 60 % de tous les singles vendus aux États-Unis.

## Pochette
La photo de la couverture est la même que celle de With the Beatles prise par Robert Freeman mais avec l'ajout d'une teinte bleutée. Capitol rajoute, sous le titre, « The First Album by England's Phenomenal Pop Combo » (Le premier album de ce phénoménal groupe pop d'Angleterre) bien que Vee Jay, à la dernière minute, ait déjà publié l'album Introducing… The Beatles. Faisant abstraction à l'existence de cet album, cette stratégie sera maintenue avec la publication de The Beatles' Second Album et Beatles VI.
Au dos on y voit une photo du groupe, portant leurs complets gris de style « Pierre Cardin », prise par Dezider Hoffmann en mai 1963. Deux textes dithyrambiques d'un auteur anonyme, le premier présentant le groupe et ses membres et le second le phénomène de la Beatlemania, y sont aussi imprimés,.
La pochette et son titre seront réutilisés au Japon, le 5 avril 1964, pour le premier disque des Beatles qui comprend une liste de chansons inédite.

## Liste des chansons
Tous les titres sont de John Lennon et Paul McCartney, sauf indication contraire.
Les pièces sont tirées de l'album britannique With the Beatles sauf celles suivies des symboles suivants : ‡ Album Please Please Me, ƒA - ƒB Face A ou B d'un 45 tours.

### Face 1
1. I Want to Hold Your Hand – 2:24 ƒA
2. I Saw Her Standing There – 2:50 ‡
3. This Boy – 2:11 ƒB
4. It Won't Be Long – 2:11
5. All I've Got to Do – 2:05
6. All My Loving – 2:04

### Face 2
1. Don't Bother Me (Harrison) – 2:28
2. Little Child – 1:46
3. Till There Was You (Willson) – 2:12
4. Hold Me Tight – 2:30
5. I Wanna Be Your Man – 1:59
6. Not a Second Time – 2:03

## Personnel
- John Lennon — guitare rythmique, harmonica, chant
- Paul McCartney — guitare basse, chant
- George Harrison — guitare solo, chant
- Ringo Starr — batterie, chant, maracas, tambourin
- George Martin — piano, production

## Rééditions
Cet album a été réédité en CD le 15 novembre 2004, avec les mixages effectués à l'époque par Capitol Records, dans la collection The Capitol Albums Volume 1 et, en janvier 2014, cette fois avec les mixages de la réédition de 2009, dans la collection The U.S. Albums.
Une réédition en vinyle de ce disque sera publiée par Capitol Records pour célébrer le 75e anniversaire de la compagnie. À partir de novembre 2016 et pendant l'année suivante, soixante-quinze albums seront réédités en ce format, comprenant quatre autres disques des Beatles (Revolver, Sgt. Pepper's Lonely Hearts Club Band, l'« Album blanc » et Abbey Road) et un de chaque membre du groupe en solo,.
Meet the Beatles! est réédité, sur un 33 tours en vinyle 180 grammes, le 22 novembre 2024 dans un boîtier intitulé 1964 US Albums in Mono parmi les sept albums américains publiés en 1964 et 1965.

## Classement hebdomadaire
| Classement (1964)          | Meilleure place | Durée du classement |
| -------------------------- | --------------- | ------------------- |
| États-Unis (Billboard 200) | 1               | 74 semaines         |

## Certifications
| Pays                  | Certification | Unités certifiées | Date de la certification |
| --------------------- | ------------- | ----------------- | ------------------------ |
| Canada (Music Canada) | Platine       | 100 000           | 24 mars 1995             |
| États-Unis (RIAA)     | 5 × Platine   | 5 000 000         | 26 décembre 1991         |